# Peneplanície do Ucayali
A peneplanície do Ucayali é uma grande superfície de erosão quase plana, uma  peneplanície, localizada na bacia amazônica. A  peneplanície do Ucayali é em grande parte enterrada por sedimentos que formam uma inconformidade. Sua origem foi datada da época do Mioceno. A  peneplanície foi descrita pela primeira vez em 1948 na região de Contamana, no Peru.

## Formação
A peneplanície começou possivelmente em torno de 15 Ma e terminou abruptamente perto do início do evento orogênico Mioceno Quechua II, entre 9,5 e 9,0 Ma. Posteriormente, uma fina cobertura de sedimentos que compõem a Formação Madre de Dios começou a cobrir a maior parte da planície amazônica, exceto apenas o cinturão de dobras e empuxo subandino oriental e as terras altas isoladas dentro da bacia. A planície enterrada é facilmente observada nas margens do rio em toda a Amazônia como o Ucayali marcado, muitas vezes angular.
A discordância que separa formações terciárias moderadamente a bem consolidadas de formações erosivas, antigas, frequentemente dobradas, com falhas e intemperizadas, moderadamente a bem consolidadas de depósitos de Neogene superiores não consolidados, quase horizontais. As datas de formação de grandes discordância s e eventos deposicionais subsequentes em áreas amplamente separadas nos Andes da Bolívia, Equador e Peru são coincidentes com os dos Ucayali. A discordância e deposição da Formação Madre de Dios e sugerem que os eventos estejam ligados a uma causa comum, que é interpretada como a colisão ainda em curso entre as placas tectônicas da América do Sul e de Nazca.